# Katja Nass
Katja Nass (Offenbach del Meno, 26 de noviembre de 1968) es una deportista alemana que compitió en esgrima, especialista en la modalidad de espada.
Ganó cuatro medallas en el Campeonato Mundial de Esgrima entre los años 1993 y 1999, y dos medallas en el Campeonato Europeo de Esgrima, plata en 1997 y bronce en 1994.
Participó en dos Juegos Olímpicos de Verano, ocupando el séptimo lugar en Atlanta 1996 y el sexto en Sídney 2000, en la prueba por equipos.

## Palmarés internacional
| Campeonato Mundial | Campeonato Mundial          | Campeonato Mundial | Campeonato Mundial |
| Año                | Lugar                       | Medalla            | Prueba             |
| ------------------ | --------------------------- | ------------------ | ------------------ |
| 1993               | Essen (Alemania)            | Medalla de plata   | Espada por equipos |
| 1994               | Atenas (Grecia)             | Medalla de plata   | Espada individual  |
| 1997               | Ciudad del Cabo (Sudáfrica) | Medalla de plata   | Espada por equipos |
| 1999               | Seúl (Corea del Sur)        | Medalla de bronce  | Espada por equipos |
| Campeonato Europeo |                             |                    |                    |
| Año                | Lugar                       | Medalla            | Prueba             |
| 1994               | Cracovia (Polonia)          | Medalla de bronce  | Espada individual  |
| 1997               | Gdansk (Polonia)            | Medalla de plata   | Espada individual  |